# Жижак
Жишци су тврдокрилци, тачније оне које припадају суперфамилији Curculionoidea.  Они су биљоједи, обично мали, мањи од 6mm. Познато је око 97.000 врста жижака.  Припадају неколико породица, од којих је већина у породици Curculionidae (прави жишци).  Неки други тврдокрилци, иако нису у блиском сродству, такође носе назив "жижак", као што је Stegobium paniceum, који припада породици Ptinidae. 
Многи жишци се сматрају штеточинама због њихове способности да оштете и убију усјеве. Sitophilus granarius оштећује ускладиштене житарице. Жижак (Anthonomus grandis) напада усјеве памука; они полажу своја јаја у памучне куглице, а ларве једу памук да би могле изаћи. Остали жишци се користе за биолошку контролу инвазивних биљака.
Неки жилави имају способност да лете, као што је пиринчани жижак (Sitophilus oryzae).
Једна врста жижака ,Austroplatypus incompertus, показује еусоцијалност, један од ријетких инсеката поред Hymenoptera и Isoptera.

## Таксономија
Будући да у таквој разноликости постоји много врста, виша класификација жижака је у стању флукса. Углавном се дијеле на двије главне подјеле, Orthoceri или примитивне жишке, и Gonatoceri или праве жишке (Curculionidae).  Елвуд Цимерман је предложио трећу подјелу, Heteromorphi, за неке прелазне облике. Примитивни жишци се разликују по томе што имају равне антене, док прави жишци имају лактиране (геникулиране) антене.  Лакт се јавља на крају стабла (први сегмент антене) у правим жишцима, а стабло је обично много дужи од осталих сегмената антене.  Постоје неки изузеци.  Nanophyini су примитивни жишци (са веома дугачким трохантама), али имају дуга стабла и геникулате антене.  Од правих жижака, Gonipterinae и Ramphus имају кратка стабла и са кратким лактом или без лакта.
Најновији систем класификације на породице је представио Кушел, са допуном од Марвалдија  и др.,  и постигнут је анализама. Прихваћене породице су примитивни жишци Anthribidae, Attelabidae, Belidae, Brentidae, Caridae, и Nemonychidae, и прави жишци Curculionidae. Већина других породица жижака је деградирана на подфамилије или племена. Показало се да развиће врсте прати кораке у еволуцији биљака на којима се храни жижак; могу варирати у боји од црне до свијетлосмеђе.
Неке од особина које се користе за разликовање породица жижака су:
| Лабрум је видљив као посебан сегмент за клипус                                  | Anthribidae, Nemonychidae                                                                                               |
| Антена има лакат                                                                | већина Curculionidae, Nanophyini (Apioninae)                                                                            |
| Трокантерс (сегмент између coxae и фемора) је дуг као или дужи од coxae         | Apioninae укључујеNanophyini                                                                                            |
| Предње тибије са чешљем setae у апикалном жлебу насупрот тарзалној артикулацији | Belidae |
| Elytra striate (са уздужним браздама или жлебовима)                             | Brentidae, Curculionidae, Rhinorhynchinae                                                                               |
| Рострум кратак и широк                                                          | Anthribidae, неке Curculionidae (неке Brachycerinae укључујући Ithycerus (New York weevil), Scolytinae и Platypodinae). |
| Дугачке горње вилице и избочине (видљиве одозго на врху рострума)               | Anthribidae, Nemonychidae                                                                                               |
| Абдоминални тергити 6 и 7 без спиракли                                          | Caridae |
| Гуларни шав (на вентралном делу главе) једноструки, не дупли                    | Attelabidae, Brentidae, Curculionidae.                                                                                  |

## Сексуални диморфизам
Rhopalapion longirostre  показује екстремни случај полног диморфизама. Рострум (кљун) код женке је двоструко дужи, а површина му је глађа него код мужјака. Женка буши канале за полагање јаја у пупољке Alcea rosea.  Према томе, диморфизам се не приписује сексуалној селекцији. То је одговор на еколошке захтјеве полагања јаја.
==Филогенија==Филогенетско стабло
Филогенија  Curculionoidea је базирана на 18S рибозомској ДНК а морфолошки подаци су дати у наставку:
|  | Nemonychidae |
|  |              |
|  | Anthribidae  |
|  |              |

|  | Caridae                                                     |
|  |                                                             |
|  | \| \| Brentidae \| \| \| \| \| \| Curculionidae \| \| \| \| |
|  |                                                             |
|  | Brentidae                                                   |
|  |                                                             |
|  | Curculionidae                                               |
|  |                                                             |

|  | Brentidae     |
|  |               |
|  | Curculionidae |
|  |               |

|  | Caridae                                                     |
|  |                                                             |
|  | \| \| Brentidae \| \| \| \| \| \| Curculionidae \| \| \| \| |
|  |                                                             |
|  | Brentidae                                                   |
|  |                                                             |
|  | Curculionidae                                               |
|  |                                                             |

|  | Brentidae     |
|  |               |
|  | Curculionidae |
|  |               |

|  | Caridae                                                     |
|  |                                                             |
|  | \| \| Brentidae \| \| \| \| \| \| Curculionidae \| \| \| \| |
|  |                                                             |
|  | Brentidae                                                   |
|  |                                                             |
|  | Curculionidae                                               |
|  |                                                             |

|  | Brentidae     |
|  |               |
|  | Curculionidae |
|  |               |

|  | Caridae                                                     |
|  |                                                             |
|  | \| \| Brentidae \| \| \| \| \| \| Curculionidae \| \| \| \| |
|  |                                                             |
|  | Brentidae                                                   |
|  |                                                             |
|  | Curculionidae                                               |
|  |                                                             |

|  | Brentidae     |
|  |               |
|  | Curculionidae |
|  |               |

|  | Nemonychidae |
|  |              |
|  | Anthribidae  |
|  |              |

|  | Caridae                                                     |
|  |                                                             |
|  | \| \| Brentidae \| \| \| \| \| \| Curculionidae \| \| \| \| |
|  |                                                             |
|  | Brentidae                                                   |
|  |                                                             |
|  | Curculionidae                                               |
|  |                                                             |

|  | Brentidae     |
|  |               |
|  | Curculionidae |
|  |               |

|  | Caridae                                                     |
|  |                                                             |
|  | \| \| Brentidae \| \| \| \| \| \| Curculionidae \| \| \| \| |
|  |                                                             |
|  | Brentidae                                                   |
|  |                                                             |
|  | Curculionidae                                               |
|  |                                                             |

|  | Brentidae     |
|  |               |
|  | Curculionidae |
|  |               |

|  | Caridae                                                     |
|  |                                                             |
|  | \| \| Brentidae \| \| \| \| \| \| Curculionidae \| \| \| \| |
|  |                                                             |
|  | Brentidae                                                   |
|  |                                                             |
|  | Curculionidae                                               |
|  |                                                             |

|  | Brentidae     |
|  |               |
|  | Curculionidae |
|  |               |

|  | Caridae                                                     |
|  |                                                             |
|  | \| \| Brentidae \| \| \| \| \| \| Curculionidae \| \| \| \| |
|  |                                                             |
|  | Brentidae                                                   |
|  |                                                             |
|  | Curculionidae                                               |
|  |                                                             |

|  | Brentidae     |
|  |               |
|  | Curculionidae |
|  |               |

## Галерија
- Chrysolopus spectabilis
- Rhinotia hemistictus
- Rhinotia haemoptera
- Lixus scrobicollis
- Lixus angustatus
- Lixus iridis
- Lixus junci
- Diaprepes abbreviatus
- Phyllobius calcaratus
- Gonipterus scutellatus
- Aades cultratus
- Cyphocleonus achates
- Liparus glabiostris
- Rhynchites bicolor
- Apion (Rhopalapion) longirostre
- Apion frumentarium
- Hypera zoilus
- Sitona macularius
- Sitona gressorius
- Curculio glandium
- Curculio nucum
- Curculio elephas
- Polydrusus mollis
- Phyllobius glaucus
- Apoderus coryli
- Orychodes indus
- Platystomos albinus
- Meganthribus pupa
- Sitophilus oryzae
- Anthonomus rubi
- Gonipterus gibberus
- Larinus planus
- Hylobius abietis
- Rhynchophorus cruentatus
- Cyrtepistomus castaneus
- Cionus hortulanus
- Hylobius (Callirus) pinastri
- Vanapa oberthuri
- Trachelophorus giraffe
- Rhigus nigrosparsus
- Phyllerythrurus sanguinolentus
- Rhinostomus barbirostris
- ларва Hypera rumicis
- Rhinorhynchus rufulus